# Ersan
Ersan ist ein türkischer männlicher Vorname, der auch als Familienname auftritt. Der Name ist gebildet aus den Elementen er („Mann; Soldat“) und san („Ruf, Ruhm, Leumund“) und bedeutet übertragen etwa „ein Mann von untadeligem Ruf“.

## Namensträger

### Vorname
- Ersan Doğu (* 1972), deutsch-türkischer Fußballspieler
- Ersan Gülüm (* 1987), australisch-türkischer Fußballspieler
- Ersan İlyasova (* 1987), türkischer Basketballspieler
- Ersan Tekkan (* 1985), deutsch-türkischer Fußballspieler und -funktionär

### Künstlername
- Ersan Mondtag (* 1987), türkischer Theaterregisseur

### Familienname
- Ahmed Ersan (* 1995), jordanischer Fußballspieler
- Okan Ersan (* 1972), zypriotisch-türkischer Jazz-Gitarrist und Komponist